# 天主教埃博洛瓦教區
天主教埃博洛瓦教區（拉丁語：Dioecesis Ebolouana）是喀麥隆一個羅馬天主教教區，屬雅溫德總教區。
教區成立於1990年5月20日，位於南部省中部。2008年有教友110,913人（佔轄區總人口49.5%）、二十個堂區、三十八名司鐸。現任教區主教為若望·姆巴爾加。

## 歷任主教
1. 尚-巴迪斯特‧阿馬†（1990年5月20日－2002年3月15日）
2. 若望‧姆巴爾加（2004年10月15日－2014年10月31日）